# Saint Elizabeth University
La Saint Elizabeth University è un'università privata di indirizzo cattolico con sede a Morristown, nello stato americano del New Jersey.
Il College of Saint Elizabeth fu fondato nel 1899 dalle Suore di carità di Sant'Elisabetta; è intitolata a sant'Elisabetta, patrona della fondatrice delle Suore di carità, Elizabeth Ann Bayley Seton.